# Fuerza Aérea de la República Federal Socialista de Yugoslavia
La Fuerza Aérea Yugoslava (en serbocroata Jugoslovensko ratno vazduhoplovstvo o Jugoslovensko ratno zrakoplovstvo) era la Fuerza Aérea del Ejército Popular Yugoslavo, que formaba parte de una de las tres ramas del Ejército yugoslavo. El nombre completo de la rama era Fuerza Aérea y Defensa Antiaérea (Ratno vazduhoplovstvo i protivvazdušna odbrana o Ratno zrakoplovstvo i protuzračna obrana; RV i PVO, RZ i PZO). En su apogeo fue una de las mayores fuerzas aéreas de Europa. La Fuerza Aérea de la República Federal Socialista de Yugoslavia fue disuelta tras la Guerra Civil Yugoslava de 1991-1995.

## Historia

### Segunda Guerra Mundial, influencia soviética
A principios de 1945 partisanos yugoslavos de  Tito habían liberado una gran parte del territorio yugoslavo de las fuerzas de ocupación. El ejército partidista NOVJ incluía unidades y equipos de aire entrenados y equipados por el Reino Unido con aviones Supermarine Spitfire y Hawker Hurricane, acompañados de la Fuerza Aérea de los Balcanes y aeronaves Yak-3, Yak-7, Yak-9 e Ilyushin Il-2 de la Unión Soviética y una serie de unidades adjuntas especiales, equipadas con aviones capturados a la Luftwaffe alemana y a la Fuerza Aérea del Estado Independiente de Croacia; Messerschmitt Bf-109G,  Junkers Ju 87 Stuka y muchos otros.
El 5 de enero de 1945, varias unidades aéreas de la NOVJ se incorporaron formalmente en una nueva Fuerza Yugoslavea Aérea (Jugoslovensko Ratno Vazduhoplovstvo - JRV). Al mismo tiempo, un grupo de combate yugoslavo, que había estado bajo instrucción Soviética en el aeropuerto de Zemun, comenzó a funcionar. Desde el 17 de agosto de 1945 la primera escuadrilla yugoslava de Spitfire entró en funcionamiento. Hasta el final de la guerra en Europa, los aviones yugoslavos realizaron 3.500 misiones de combate y acumularon 5.500 horas de operaciones aéreas. De este modo, cuando la paz se hizo efectiva, la JRV ya poseía un núcleo de sólido y experimentado personal.
El 12 de septiembre de 1945, la Academia Militar de Aviación en  Belgrado fue creada para entrenar a futuros pilotos. El desarrollo de la JRV se complementó a finales de 1945 con la creación de la Unión Aeronáutica de Yugoslavia (Vazduhoplovnni Savez Jugoslavije - VSJ). Estaba compuesta por seis unidades aeronáuticas -una por cada república constitutiva- con el objetivo común de promover el deporte del vuelo y técnicas aeronáuticas entre los jóvenes de la nación. En junio de 1947 la primera escuela aviación (VSJ) en Borongaj, cerca de Zagreb, comenzó la formación de alumnos.

### Ruptura de relaciones con la URSS y ayuda de los EE. UU.
La organización de la JRV en la posguerra se basó en el modelo ruso de  Divisiones, regimientos y Escuadrones. Prácticamente todo el equipo inicial fue suministrado por la Unión Soviética. Las aeronaves capturadas durante la guerra habían sido rápidamente retiradas. A finales de 1947, la JRV había alcanzado una fuerza de alrededor de 40 escuadrones de aviones, y se había convertido en la fuerza aérea más poderosa de los Balcanes. En junio de 1948 Yugoslavia rompió sus relaciones con la Unión Soviética estalinista. 
El país fue sometido inmediatamente a una gran presión política por la Unión Soviética y sus países vecinos de los Balcanes, y los anteriores suministros de la JRV de aviones, repuestos y combustible se cortó. La posibilidad de una invasión fue tomada en serio. El mantenimiento de las aeronaves de las JRV se redujo rápidamente, siendo canibalizados algunos de los aviones para proporcionar piezas de recambio al resto. Renovar los esfuerzos para ampliar la pequeña industria de aeronaves nacionales alcanzó cierto éxito. Los Ikarus Aero 2 e Ikarus 213 Vihor fueron seguidos en el servicio por monoplazas Ikarus S-49 de un solo asiento de combate y los primeros aviones de reacción yugoslavos Ikarus 451M.
Sin embargo, la fuerza de primera línea de la JRV aún estaba en declive, por lo que en 1951 el Jefe del Estado Mayor yugoslavo, el coronel general Koča Popovic visitó el Reino Unido para discutir la situación. Se acordó que un cargamento importante de aviones estaría disponible. En octubre de 1951, los primeros cazabombarderos De Havilland DH.98 Mosquito FB6 fueron suministrados. Al año siguiente, 150 Republic P-47 Thunderbolt cazabombarderos fueron entregados por EE. UU. en virtud de un Pacto de Asistencia Mutua.
Los primeros aviones a reacción en ser utilizados por la JRV, cuatro jets Lockheed T-33 Shooting Star de entrenamiento, llegaron el 10 de marzo de 1953 y fueron seguidos por el primero de los 229 cazabombarderos Republic F-84 Thunderjet de la serie Thunderjets, llegando a contar entre 10.501 y 10.729 aparatos. Los primeros ocho Thunderjets, todos ellos antiguos aviones 48 TFW, llegaron a Batajnica el 9 de junio de 1953. Al mismo tiempo, una serie de pilotos yugoslavos se sometieron a un entrenamiento de vuelo con los jets en Alemania. Estas entregas mejoraron sustancialmente la capacidad combativa de la JRV. Diez helicópteros Sikorsky S-51 se recibieron en 1954, y en 1956, después de numerosos retrasos,  debido a consideraciones políticas, fueron entregados 121 interceptores F-86E/Canadair CL-13 Sabres F.4.

### Reconstrucción y apoyo soviético
En 1959 la JRV se fusionó con las unidades de defensa aérea operada por el Ejército, llegando a ser conocida como Fuerza Aérea y Defensa Aérea (Ratno Vazduhoplovstvo i Protivvazdushna Odbrana - JRV i PVO). Las relaciones con la Unión Soviética habían mejorado drásticamente después de que Nikita Jruschov se convirtiera en líder soviético, en septiembre de 1962, lo que condujo a la primera entrega de interceptores Mikoyan-Gurevich MiG-21. La falta de posibles aviones para el reemplazo de los cazabombarderos de fabricación estadounidense y de entrenamiento indujo a la industria yugoslava a utilizar aeronaves nacionales (Soko y Utva) para los nuevos jets y cazabombarderos. Después de una serie de prototipos, la industria aeronáutica yugoslava fabricó reactores ligeros de ataque Soko G-2 Galeb de entrenamiento, que en parte sustituyeron a una serie de aviones Lockheed T-33 y versiones del Galeb de un solo asiento Soko J-21 Jastreb, aeronaves de ataque ligero. El Galeb fue un gran éxito, ya que era mejor que el Aero L-29 Delfín, que fue el principal avión de entrenamiento durante el Pacto de Varsovia junto a un número de otras fuerzas aéreas. Como consecuencia, el Galeb se exportó únicamente a Libia. La JRV i PVO, también compró un número de aviones nacionales UTVA-66 de utilidad pública. También se adquirieron a la URSS veinticinco helicópteros Mi-4 medianos como unidades de transporte. Al final de los años 60 la JRV i PVO compró un número de MiG-21 entre varios MiG-21PFM soviéticos de combate, MiG-21R y MiG-21U-y de reconocimiento, versiones de entrenamiento de los EE. UU., quince helicópteros ligeros polacos Mi-2, veinticinco Zlin Z.526M Masters Entrenador para la Academia de la Aviación Militar en el aeropuerto de Zemunik y con los helicópteros de transporte mediano Mil Mi-8 la entrega dio comienzo.

### Evolución
Durante la década de 1970 casi todos los aviones estadounidenses fueron reemplazados por aviones de combate MiG-21 soviéticos y aviones de combate de entrenamiento de factura nacional. Muchos nuevos proyectos, como el nuevo Utva 75 de entrenamiento y el reactor ligero de ataque Soko G-4 Super Galeb de entrenamiento dieron comienzo. El proyecto más amplio, aviones Soko J-22 Orao  de ataque en materia de cooperación con Rumania IAR, también comenzó. Veintiún aviones Aérospatiale SA 341 Gazelle de fabricación francesa fueron comprados, y después la fábrica de Soko, en Mostar, comenzó la producción en serie con licencia la construcción de los SA.341H Soko, que fueron fabricados posteriormente en muchas otras versiones. Helicópteros Mi-8T reemplazaron los antiguos Mi-4, Dragonfly, Torbellino y helicópteros Mi-2. Combate de la aviación se ha modernizado también con nuevas versiones MiG-21, MiG-21M, MiG-21MF y MiG-21UM. Capacidad de transporte creció con la adquisición de diecisiete Antonov An-26.

### Reorganización
El enfoque en la década de 1980 fue dirigida hacia una renovación parcial de aviones J-21 y G-2 y otra menor de los Orao y Galebs Super. La fuerza aérea compró la última versión del MiG-21, el MiG-21bis, que fue el último modelo MiG-21. 103 helicópteros de transporte Mi-8T fueron entregados en su totalidad y la fábrica de Soko había fabricado bajo licencia alrededor de 140 Gazelles en diferentes variantes. El JRV creó su propio equipo de exhibición, Leteće Zvezde (estrellas voladoras), con siete Soko J-21 Jastreb, aviones que más tarde fueron reemplazados con siete Galebs Super. En 1987, el primer escuadrón del nuevo y moderno MiG-29 de combate fue adquirido a la URSS, siendo Yugoslavia el primer comprador del mismo. Fueron una solución temporal hasta que la producción prevista del nuevo avión polivalente Novi Avion.
En 1986, el JRV i PVO experimentó una reorganización limitada que vio a sus unidades operativas agrupadas en tres Cuerpos Regionales en lugar de los cinco Cuerpos usados anteriormente. Las misiones primarias de la fuerza aérea fueron a costa de los esfuerzos del enemigo para establecer la superioridad aérea sobre Yugoslavia y para apoyar las operaciones defensivas de las fuerzas de tierra y de la marina. La organización principal fueron los tres Cuerpos de la Fuerza Aérea y Defensa Aérea; Primer Cuerpo FA y DA, Segundo Cuerpo de FA y DA Tercer Cuerpo de FA y DA.

#### Aviones de caza
El principal componente de JRV era la aviación de combate. La mayoría de aviones de combate fueron fabricados en la Unión Soviética, MiG-21, y diferentes versiones MiG-21M, MiG-21MF y MiG-21PFM de la década en 1970 y MiG-21bis en la década de 1980. En 1986 el JRV había comprado un escuadrón de aviones de combate MiG-29 a la URSS. En ese período el MiG-29 era uno de los cazas más avanzados y Yugoslavia se había convertido en uno de los primeros países que compraron MiG-29. En cada Cuerpo FA y DA había un Regimiento de Aviación (Lovački Aviacijski Puk - LAP) con aviones de caza. El Primer Cuerpo FA y DA contaba con el 204 Regimiento de Aviación. El papel de este regimiento era la protección del Primer Cuerpo FA y DA aeroespacial de posibles agresiones, especialmente la protección de la capital de Yugoslavia, Belgrado, además de servir de apoyo a las Fuerzas de Tierra del Ejército Popular Yugoslavo. El 204.LAP compuso dos escuadrones de caza, 126.LAE equipado con aeronaves MiG-21 Bis y 127.LAP equipado con el nuevo MiG-29. La base de la vigésimo cuarta de la aviación de combate Regimiento era la Base Aérea de Batajnica, cerca de Belgrado. El Tercer Cuerpo de AF y AD tenía el 83 Regimiento de Aviación de combate (83.LAP) con sede en la Base Aérea Slatina, cerca de Pristina. La Unidad 83.ª fue equipada con aviones MiG-21, la 123.ª con antiguos MiG-21M y MF y la 130.ª con MiG-21bis. El Quinto Cuerpo de la AF y AD tenía el 117 Regimiento de Aviación de combate en la Base Aérea Željava. Željava fue una de las mejores bases aéreas de Europa, con pistas de tierra, hangares, centros de apoyo técnico, radares y equipos más avanzados de comunicación, fuentes de electricidad, agua potable, aire fresco, comida, equipo, armas y combustible para permanecer 30 días sin conexión alguna con el mundo exterior. Unidades en Željava eran la 124.ª y la 125.ª equipadas con aviones de combate MiG-21 Bis y la 352.ª equipada con aviones de caza de reconocimiento MiG-21R.

#### Aviación de ataque terrestre
La Aviación de Ataque Terrestre o Aviación Cazabombardero (Lovačko-Bombarderska Aviacija) estaba en el segundo plan del JRV. Todos los aviones de ataque eran de fabricación propia. Los nuevos aviones de ataque como los Soko J-22 Orao y los cazas ligeros de entrenamiento Soko G-4 Super Galeb reemplazaban a los antiguos cazas ligeros de ataque J-21 Jastreb y a los cazas ligeros de entrenamiento G-2 Galeb. El Primer Cuerpo FA y DAD tenía dos escuadrones de cazabombarderos y una escuadrilla equipados con aviones de reconocimiento y de ataque terrestre. El 252 de la Base Aérea de Batajnica estaba bajo el mando directo del Cuerpo FA y DA (a diferencia de otros escuadrones que estaban bajo el mando de sus regimientos o Brigadas). Estaba equipado con antiguos cazas ligeros de ataque J-21 Jastreb, aviones de ataque y entrenamiento G-2 Galeb, aviones de utilidad Utva-66 y los nuevos G-4 Galebs Super. Bajo el mando de la 97.ª Brigada de Aviación, (encuadrada en el Primer Cuerpo FA y DA), se hallaba un escuadrón de cazabombarderos, el 240, equipado con Jastrebs y un escuadrón de reconocimiento, el 353.IAE, equipado con aviones de caza IJ-22 Orao de reconocimiento. El Tercer Cuerpo FAF y DAD contaba con dos grandes unidades de cazabombarderos de aviación, la 98.ª Brigada de Aviación y el 127 Regimiento de Aviación Cazabombarderos. En la 98.ª Brigada de Aviación de Skopski Petrovac en Macedonia había tres escuadrillas, dos escuadrones de cazabombarderos y una escuadrilla de reconocimiento. Escuadrones de cazabombarderos eran el 241 equipado con J-22 aviones de ataque Orao, el 247 con Jastrebs y el IAE 354a equipado con aviones de reconocimiento IJ-21 Jastreb. El 127 Regimiento Cazabombarderos de Aviación en la Base Aérea Golubovci compuesto por dos escuadrones de cazabombarderos, el 239 equipado con G-4 Galebs Súper y el 242 equipado con Jastrebs y aviones J-22 Orao. El Quinto Cuerpo de la FA y DA tenía la mayoría de las de unidades de la aviación, una Brigada de Aviación y dos Regimientos de aviación cazabombarderos. La 82.ª Brigada de Aviación, en la base aérea de Eslovenia Cerklje, tenía dos escuadrones de cazabombarderos y una escuadrilla de reconocimiento. Dos escuadrones de cazabombarderos eran el 237.LBAE equipado con J-21 y Jastrebs NJ-21 y el 238 con aviones  J-22 y NJ-22 Orao. El escuadrón de reconocimiento 351 fue equipado con aviones de reconocimiento y de ataque IJ-21 Jastreb y IJ-22 Oraoa. El Regimiento 105o Regimiento Cazabombarderos de Aviación. en la base aérea de Zadar Zemunik estaba compuesto por dos escuadrones de cazabombarderos de aviación, el 249 con los Soko G-4 Super Galeb, el 251 con los  Galebs y una escuadrilla de aviación, el 333 con aviones de entrenamiento Utva 75, aviones de transporte An-2, helicópteros Gazelle y Galebs Super. El Regimiento 185 Cazabombarderos de Aviación, en el aeropuerto de Pula, compuesto de un escuadrón cazabombarderos, el 229 equipado con G-4 Wuper Galeb y un escuadrón de combate y el 129 con MiG-21 en su versión de aviones MiG-21PFM, MiG-21US y MiG-21UM

#### Unidades de entrenamiento
La Academia Militar de la Fuerza Aérea "Mariscal Tito" empleaba el 105 Regimiento de Aviación Cazabombarderos de Zadar, el 107 Regimiento de Helicópteros de Mostar, el 127 Regimiento de Aviación Cazabombarderos en la Base Aérea Golubovci y el 185 Regimiento de Aviación Cazabombarderos de Pula para la formación de sus cadetes. Los primeros Cadetes aprendieron a pilotar en aviones para uso general como el Utva 75. La base principal de Zadar, albergaba el 105 Regimiento de Aviación Cazabombarderos, donde los jóvenes pilotos hicieron sus primeros vuelos en aviones Utva 75. Después de aprender lo básico sobre el vuelo en el 333 aprendieron a volar en aviones a reacción en el 251 con aviones jet de formación Soko G-2 Galeb. Cuando los cadetes dominaban el vuelo en los jet Galeb de entrenamiento, desarrollaron sus vuelos en aviones en el 249 en aviones Soko G-4 Super Galeb de formación. Después de aprender a volar en aviones a reacción, los cadetes continuaban sus estudios de piloto en otras unidades dependiendo de si se convertirían en pilotos de helicópteros, cazas o bombarderos de combate. Los Cadetes que iban a convertirse en pilotos de helicópteros, continuaban su educación en el Regimiento de Helicópteros 107 en Mostar, volando en helicópteros Gazelle en el 782 y en el 783 o con los Mil Mi-8 en el 782. Los pilotos Cadetes de cazabombarderos continuaban su educación en el Regimiento de Cazabombarderos de Aviación 127 en Golubovci pilotando por primera vez aviones de combate Galebs Super 239a y más tarde los Soko J-21 Jastreb y Soko J-22 Orao. Los Cadetes del 242 cadetes continuaban su educación en el 185 Regimiento Cazabombarderos de Aviación en Pula, donde por primera vez volaban en Galebs super 229a y 129a y más tarde, en los MiG-21PFM y MiG-21UM/US, realizaban por vez primera vuelos de velocidad supersónica. Después de terminar los estudios, los cadetes de la Fuerza Aérea de la Academia Militar "Mariscal Tito" acababan por convertirse en pilotos uniéndose a sus unidades de servicio ..

#### Unidades de transporte
La Unidad de transporte de aviación más importante era la 138.ª Brigada de Aviación de Transporte en la Base Aérea de Batajnica. La 138.ª era una unidad independiente bajo el mando directo del JRV iP VO HQ. Consistía en tres escuadrones; dos escuadrones de aviación de transporte VIP y un escuadrón de helicópteros de transporte. Los escuadrones de transporte de aviación del 675 estaban equipados con aviones Yak-40, Falcon 50 y el 678 con aviones VIP YAK-40 VIP y helicópteros Mi-8 en la versión de transporte VIP. También hubo algunas unidades de aviación no utilizadas para el transporte de Brigadas o Regimientos. El escuadrón 677 de la 119.ª Brigada de Aviación en Niš contaba con aviones An 26 y An-2 utilizados para la formación de la 63.ª Brigada de Paracaidistas. En Pleso, el escuadrón 677 la 111.ª Brigada de Aviación también fue equipado con aviones de transporte An-26 y An-2. También hubo un escuadrón de aviación, el 105 Regimiento de Aviación Cazabombarderos 333.AE en Zadar, que estaba equipado con aeronaves An-2 utilizadas para el entrenamiento de los cadetes paracaidistas de la Academia Militar de la Fuerza Aérea "Mariscal Tito".

#### Unidades de helicópteros
Las unidades de helicópteros del JRV estaban equipados con alrededor de 200 helicópteros Gazelle de fabricación propia en las versiones de servicios públicos, ataque, rescate y exploración, 100 helicópteros de carga  Mil Mi-8T Hip-C de la Unión Soviética y 12 helicópteros antisubmarinos soviéticos. Cada Cuerpo de DA y FA disponía de un escuadrón de helicópteros especiales (Specijalno Helikoptersko Odeljenje - SHO), equipado casa uno con cuatro helicópteros Mi-8, al menos un escuadrón de helicópteros especiales del Primer Cuerpo FA y AA, que estaba equipado con dos helicópteros ligeros Aérospatiale Alouette III y dos helicópteros Mi-8 de transporte. En la 138.ª Brigada de Aviación de Transporte, que era una unidad separada bajo el mando directo del JRV i PVO HQ, había un escuadrón de helicópteros de transporte, 890.TRHE, equipado con helicópteros Gazelle Mi-8. El Primer Cuerpo AF y AD contaba con el 107 Regimiento de Helicópteros en Mostar (Bosnia y Herzegovina), que consistía en dos escuadrones, 782.HE equipado con helicópteros Gazelle SA.341 y SA.342 versiones Gama y Mi-8, y el 783.HE equipado con helicópteros Gazelle. Escuadrones del Regimiento de Helicópteros 107 fueron utilizados por la Fuerza Aérea de la Academia Militar "Mariscal Tito". También había tres escuadrones de helicópteros de la 97.ª Brigada de Aviación en Divulje; el 676.PPAE equipado con helicópteros Gazelle y aviones de extinción de incendios CL-215, el 784.PPHE equipado con 12  Mi-14, Ka -25 y Ka-28 antisubmarinos y el 790.TRHE equipado con helicópteros de carga Mi-8. En el Tercer Cuerpo de AF y AD había tres escuadrones de helicópteros; la 119 Brigada de Aviación, 712.POHE, equipada con helicópteros de ataque Gazelle Gama, la 714.POHE también estaba equipada con helicópteros Gazelle Gama y la 787.TRHE equipada con helicópteros Mi-8 de transporte. En el Quinto Cuerpo de FA y DA también había tres escuadrones de helicópteros, el 711.POHE equipado con helicópteros Gacela Gama, el 713.POHE equipado también con helicópteros de ataque Gazelle Gama y el 780.TRHE equipado con helicópteros de carga Mi-8. También hubo una mezcla de escuadrón mixto, el 333.AE del 105.LBAP que disponía de unos pocos helicópteros Gazelle utilizados para el entrenamiento de la Fuerza Aérea de la Academia Militar "Mariscal Tito". Los Comandos regionales del Ejército también tuvieron sus escuadrones de helicópteros equipados con unidades Gazelle Hera de reconocimiento. El EIV de la primera región del Ejército estaba en la Base Aérea de Batajnica, el EIV de la segunda región del Ejército estaba en Skopski Petrovac, el EIV de la tercera región del Ejército en Pleso y el EIV de la Armada de la región se encontraba en Divulje.

### Guerras Yugoslavas y disolución
Durante el verano de 1991 los arraigados agravios que habían amenazado la unidad del estado federal por algún tiempo finalmente llegaron a un punto crítico cuando Eslovenia inició movimientos hacia su independencia. A finales de junio de 1991 el JRV i PVO tuvo la tarea de transportar soldados y policías federales a Eslovenia. Los eslovenos se resistieron a esta reimposición de un control central, que rápidamente desembocó en un conflicto armado. Dos helicópteros de la fuerza aérea fueron derribados, mientras que el JRV i PVO lanzó ataques aéreos sobre los transmisores de televisión y a posiciones de defensa territorial de Eslovenia. Después de un acuerdo político, las fuerzas federales abandonaron Eslovenia.
Mientras tanto, el conflicto armado había estallado entre las fuerzas croatas y los serbios de Croacia. La JRV realizó varios vuelos rasantes en una demostración de fuerza frente a Croacia y lanzó una serie de ataques. En agosto de 1991 Serbia dominó el gobierno federal iniciando una campaña de guerra abierta contra los croatas. La JRV fue muy activa proporcionando transporte cerca de las misiones de apoyo aéreo a las fuerzas de tierra, pero se vio obligada a abandonar poco a poco las bases aéreas fuera de las áreas controladas por las etnias serbias. Las hostilidades finalizaron con una tregua el 3 de enero de 1992. Los equipos del JRV en Bosnia y Herzegovina fueron traspasados a la nueva Fuerza Aérea de la República Srpska y se utilizaron consuetudinariamente durante las Guerras yugoslavas. La mayor parte de la Fuerza Aérea de la República Federal Socialista Yugoslava fue heredada por la Fuerza Aérea de Serbia y la de Montenegro.

## Orden de Batalla (a 1991)
| 138.va Brigada de Aviación de Transporte | 675.ta TRAE678.va TRAE890.na TRHE                                                                                        | Yak-40, Falcon 50, Learjet 25, Do-28DYak-40, Mi-8Mi-8, SA.341, SA.342     | Batajnica                                          |
| 1.er Cuerpo del FA y la DA | |                                                                           |                                                    |
| | SHO | SA.316, Mi-8                                                              | Batajnica                                          |
| 97.ma Brigada de Aviación | 240.mo LBAE353.ra IAE676.ta PPAE748.va PPHE790.na TRHE                                                                   | J-21 JastrebIJ-22 OraoCL-215, SA.341Ka-25, Ka-28, Mi-14Mi-8               | Divulje-Split                                      |
| 107.ma Rama Helicópteros | 782.da HE783.ra HE | SA.341, Sa.342, Mi-8SA.341, SA.342                                        | Mostar                                             |
| 204.ta Rama Aviones de Caza | 126.ta LAE127.ma LAE | MiG-21 BisMiG-29, MiG-29UB                                                | Batajnica                                          |
| | 252.da LBAE | J-21 Jastreb, G-2 Galeb, G-4 Super Galeb, Utva 66                         | Batajnica                                          |
| 3.er Cuerpo del FA y la DA | |                                                                           |                                                    |
| | SHO | Mi-8                                                                      | Niš                                                |
| 83.ra Rama Aviones de Caza | 123.ro LAE130.mo LAE | MiG-21 BisMiG-21M, MiG-21MF                                               | Slatina                                            |
| 98.va Brigada de Aviación | 241.ma LBAE247.ma LBAE354.ta IAE                                                                                         | J-22 OraoJ-21 JastrebIJ-21 Jastreb                                        | Skopski Petrovac                                   |
| 119.na Brigada de Aviación | 677.ma TRAE712.ma POHE714.ta POHE787.ma TRHE                                                                             | An-2, An-26SA.342Mi-8                                                     | Niš                                                |
| 172.da Rama Aérea de Cazabombarderos | 239.na LBAE242.da LBAE                                                                                                   | G-4 Super GalebJ-21 Jastreb, J-22 Orao                                    | Golubovci                                          |
| 5th Cuerpos del FA y DA | |                                                                           |                                                    |
| | SHO | Mi-8                                                                      | Pleso                                              |
| 82.da Brigada de Aviación | 237.ma LBAE238.va LBAE351.ra IAE                                                                                         | J-21 Jastreb, NJ-21 JastrebJ-22 Orao, NJ-22 OraoIJ-21 Jastreb, IJ-22 Orao | Base Aérea de Cerklje                              |
| 105.ta Rama Aérea de Cazabombarderos | 249.na LBAE251.ra LBAE333.ra AE                                                                                          | G-4 Super GalebG-2 GalebUtva 75, An-2, SA.341, G-4 Super Galeb            | Zadar                                              |
| 111.ra Brigada de Aviación | 676.ta TRAE711.ma POHE713.ma POHE780.va TRHE                                                                             | An-2, An-26SA.342Mi-8                                                     | Aeropuerto de Zagreb-Pleso                         |
| 117.ma Rama Aviones de Caza | 124.ma LAE125.ta LAE352.da IAE                                                                                           | MiG-21 Bis MiG-21R                                                        | Željava                                            |
| 185.ta Rama Aérea de Cazabombarderos | 129.na LAE229.na LBAE | MiG-21PFM, MiG-21UM/USG-4 Super Galeb                                     | Pula                                               |
| Escuadrones del Ejército de Comandos regionales | |                                                                           |                                                    |
| | EIV del 1.er Ejército RegionalEIV de la 2.da región del EjércitoEIV de la 3.ra región del EjércitoEIV de la región naval | SA.341 Hera                                                               | BatajnicaSkopski PetrovacZagreb-PlesoDivulje-Split |
| Escuadrones de la República de defensa territorial (TO) equipos | |                                                                           |                                                    |
| | ELABA RSTO SlovenijeELABA RSTO Crne Gore                                                                                 | J-20 Kragulj                                                              | Aeropuerto Jože Pučnik-BrnikGolubovci              |
| Academia Militar de las Fuerzas Aéreas Yugoslavas | |                                                                           |                                                    |
| 105.ta Rama de aviones cazabombarderos de Entrenamiento107.ma Rama Helicópteros de Entrenamiento127.ma Rama de aviones cazabombarderos de Entrenamiento185.ta Rama de aviones cazabombarderos de Entrenamiento | (véase más arriba) | (véase más arriba)                                                        | ZadarMostarGolubovci Pula                          |

- AE - Aviacijska Eskadrila - Escuadrón de Aviación
- LAE - Lovačka Aviacijska Eskadrila - Escuadrón de Aviones de Caza
- LBAE - Lovačko-Bombarderska Aviacijska Eskadrila - Escuadrón de Cazabombarderos
- IAE - Izviđačka Aviacijska Eskadrila - Escuadrón de Aviación de Reconocimiento
- TRAE - Transportna Aviacijska Eskadrila - Escuadrón de Aviación de Transoorte
- PPAE - Protivpožarna Aviacijska Eskadrila - Escuadrilla de Aviación contra Incendios
- HE - Helikopterska Eskadrila - Escuadrón de Helicópteros
- SHO - Specijalno Helikoptersko Odeljenje - Sección Especial de Helicópteros
- TRHE - Transportna Helikopterska Eskadrila - Escuadrón de Helicópteros de Transporte
- POHE - Protivoklopna Helikopterska Eskadrila - Escuadrón de Helicópteros Antitanques
- PPHE - Protivpodmornička Helikopterska Eskadrila - Escuadrón de Helicópteros Antisubmarinos

## Sistema de designación de tipo de nave
En 1962, la Fuerza Aérea Yugoslava introdujo un sistema de aviones de nueva designación para identificar los tipos específicos de aeronaves. Antes de este tiempo, la Fuerza Aérea había sida equipado principalmente con aviones de combate originales de EE. UU., tales como el F-84G y el T-33A, y la designación de EE. UU. era de uso general. Sin embargo, los aviones localmente modificados para cumplir con la misión de reconocimiento, como el F-86D y el T-33A, se conocen como el SI-86D y el 33A-IT. La selección de los MiG-21, que carecía de denominación similar como primero en línea de combate, llevó a la introducción de un sistema de designación formal para los aviones.
La designación principal consistió en una letra prefijo que significa el papel principal de la aeronave, y un número de dos dígitos de tipo individual, por ejemplo: J-22. Los prefijos de los roles son los siguientes:
- L - Lovac (caza)
- J - Jurisnik (ataque)
- H - Helikopter (helicóptero)
- V - Visenamjenski (utilidad)
- N - Nastavni (entrenamiento)
- T - Transportni (transporte)

Además, varios roles modificaban el prefijo y sufijo letras se utilizan para indicar entrenamiento, reconocimiento, variantes etc. de la designación básica. Las letras de modificación de los roles son:
- I - Izvidjac (reconocimiento)
- M - Modifikovan (modificado)
- N - Nastavni (caza de entrenamiento)
- N - Naoruzani (helicóptero armado)
- O - Opce namjene (uso general)
- P - Protivpodmornicki (antisubmarino)
- S - Spailacki (rescate)
- T - Transportni (transporte)

| Genérico      | Variante | Tipo                              |
| Cazas         | Cazas    | Cazas                             |
| ------------- | -------- | --------------------------------- |
| L-10*         |          | Republic F-84 Thunderjet          |
| L-11*         |          | Canadair Sabre                    |
| L-12          |          | Mikoyan-Gurevich MiG-21           |
|               | NL-12    | Mikoyan-Gurevich MiG-21U-400/600  |
| L-13*         |          | North American F-86D Sabre        |
| L-14          |          | Mikoyan-Gurevich MiG-21 PFM       |
|               | L-14I    | Mikoyan-Gurevich MiG-21R          |
|               | NL-14    | Mikoyan-Gurevich MiG-21US         |
| L-15          |          | Mikoyan-Gurevich MiG-21M          |
|               | L-15M    | Mikoyan-Gurevich MiG-21MF         |
| L-16          | NL-16    | Mikoyan-Gurevich MiG-21UM         |
| L-17          |          | Mikoyan-Gurevich MiG-21bis        |
|               | L-17K    | Mikoyan-Gurevich MiG-21bis-K      |
| L-18          |          | Mikoyan MiG-29                    |
|               | NL-18    | Mikoyan-Gurevich MiG-29UB         |
| Ataque        |          |                                   |
| J-20          |          | Soko J-20 Kraguj                  |
| J-21          |          | Soko J-21 Jastreb                 |
|               | IJ-21    | Soko RJ-1 Jastreb                 |
|               | NJ-21    | Soko TJ-1 Jastreb                 |
| J-22          |          | Soko J-22 Orao                    |
|               | IJ-22    | Soko RJ-2 Orao                    |
|               | NJ-22    | Soko TJ-2 Orao                    |
|               | INJ-22   | Soko RTJ-2 Orao                   |
| Helicóptero   |          |                                   |
| H-40          |          | Mil Mi-8                          |
|               | HT-40    | Mil Mi-8T                         |
|               | HT-40E   | Mil Mi-8 E i PED                  |
| H-41          |          | Mil Mi-2                          |
|               | HT-41    | Mil/PZL Swidnik Mi-2              |
| H-42          |          | Aérospatiale SA 341 Gazelle       |
|               | HI-42    | Soko SA.341H HERA                 |
|               | HN-42M   | Soko SA.341H GAMA                 |
|               | HO-42    | Aerospatiale/Soko SA.341H Gazelle |
|               | HS-42    | Soko SA341H                       |
| H-43          |          | Kamov Ka-25                       |
|               | HP-43    | Kamov Ka-25Bsh                    |
| H-44          |          | Mil Mi-14                         |
|               | HP-44    | Mil Mi-14PL                       |
| H-45          |          | Aérospatiale SA 341 Gazelle       |
|               | HN-45M   | Soko SA.342L1 GAMA 2              |
|               | HO-45    | Soko SA.342L1                     |
| H-46          |          | Kamov Ka-28                       |
|               | HP-46    | Kamov Ka-28                       |
| Utilidad      |          |                                   |
| V-50          |          | Utva-60H                          |
| V-51          |          | Utva-66                           |
| V-52          |          | Utva-66H                          |
| V-53          |          | Utva-75                           |
| Entrenamiento |          |                                   |
| N-60          |          | Soko G-2 Galeb                    |
| N-61          |          | Zlin Z-526                        |
| N-62          |          | Soko G-4 Super Galeb              |
| N-63          |          | Utva Lasta                        |
| Transporte    |          |                                   |
| T-70          |          | Antonov An-26                     |
| T-71          |          | Antonov An-2                      |

## Inventario de aeronaves 1965-1985
| Avión                        | Origen                   | Tipo                               | Versiones                                 | Cantidad      |               |               |
| Avión de caza                | Avión de caza            | Avión de caza                      | Avión de caza                             | Avión de caza | Avión de caza | Avión de caza |
| ---------------------------- | ------------------------ | ---------------------------------- | ----------------------------------------- | ------------- | ------------- | ------------- |
| MiG-21                       | Unión Soviética          | cazaentrenamientoreconocimiento    | MiG-21Bis/PMF/M/MFMiG-21UM/USMiG-21R/M/MF | ~ 1202815     |               |               |
| MiG-29                       | Unión Soviética          | cazaentrenamiento                  | MiG-29BMiG-29UB                           | 142           |               |               |
| Avión de ataque a tierra     |                          |                                    |                                           |               |               |               |
| Soko J-20 Kraguj             | Yugoslavia               | contrainsurgencia                  | J-20                                      | 40            |               |               |
| Soko J-21 Jastreb            | Yugoslavia               | ataqueentrenamientoreconocimiento  | J-21NJ-21IJ-21                            | 1081736       |               |               |
| Soko J-22 Orao               | Yugoslavia               | ataqueentrenamientoreconocimiento  | J-22NJ-22IJ-22INJ-22                      | 5721259       |               |               |
| Transporte y Avión de enlace |                          |                                    |                                           |               |               |               |
| PZL M-2                      | Polonia                  | avión de carga                     | An-2                                      | 10            |               |               |
| Antonov An-2                 | Unión Soviética/ Polonia | avión de carga                     | An-2TD                                    | 8             |               |               |
| Antonov An-12                | Unión Soviética          | avión de carga                     | An-12                                     | 2             |               |               |
| Antonov An-26                | Unión Soviética          | avión de carga                     | An-26                                     | 14            |               |               |
| Yakovlev Yak-40              | Unión Soviética          | avión VIP                          | Yak-40                                    | 6             |               |               |
| Avión contra incendios       |                          |                                    |                                           |               |               |               |
| Canadair CL-215              | Canadá                   | contra incendios                   | CL-215                                    | 4             |               |               |
| Avión de entrenamiento       |                          |                                    |                                           |               |               |               |
| Soko G-2 Galeb               | Yugoslavia               | cazabombardero/entrenamiento       | N-60                                      | 131           |               |               |
| Utva 75                      | Yugoslavia               | entrenamiento básico               | V-53                                      | 138           |               |               |
| Soko G-4 Super Galeb         | Yugoslavia               | cazabobardero/entrenamiento        | N-62                                      | 77            |               |               |
| Helicópteros                 |                          |                                    |                                           |               |               |               |
| Soko Gazelle                 | Francia/ Yugoslavia      | utilityrescatereconocimientoattack | HO-42HS-42HI-42HN-42                      | 94            |               |               |
| Mil Mi-8                     | Unión Soviética          | transporte                         | Mi-8T                                     | 93            |               |               |
| Helicópteros ASW             |                          |                                    |                                           |               |               |               |
| Mil Mi-14                    | Unión Soviética          | antisubmarino                      | Mi-14PL                                   | 4             |               |               |
| Kamov Ka-27                  | Unión Soviética          | antisubmarino                      | Ka-27                                     | 2             |               |               |
| Kamov Ka-25                  | Unión Soviética          | antisubmarino                      | Ka-25BSsh                                 | 6             |               |               |

## Galería

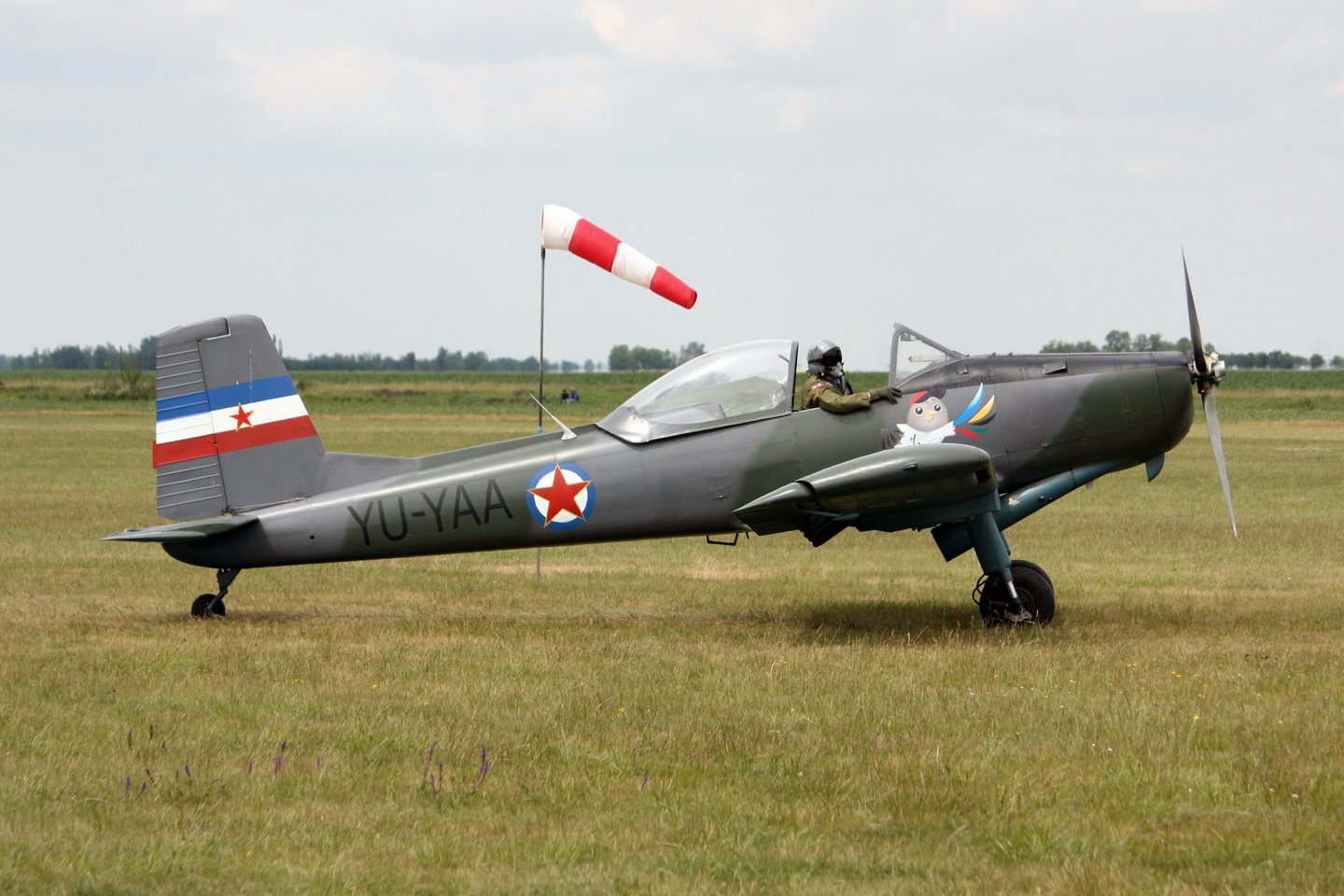
Soko J-20 Kraguj Piloto in los años 70
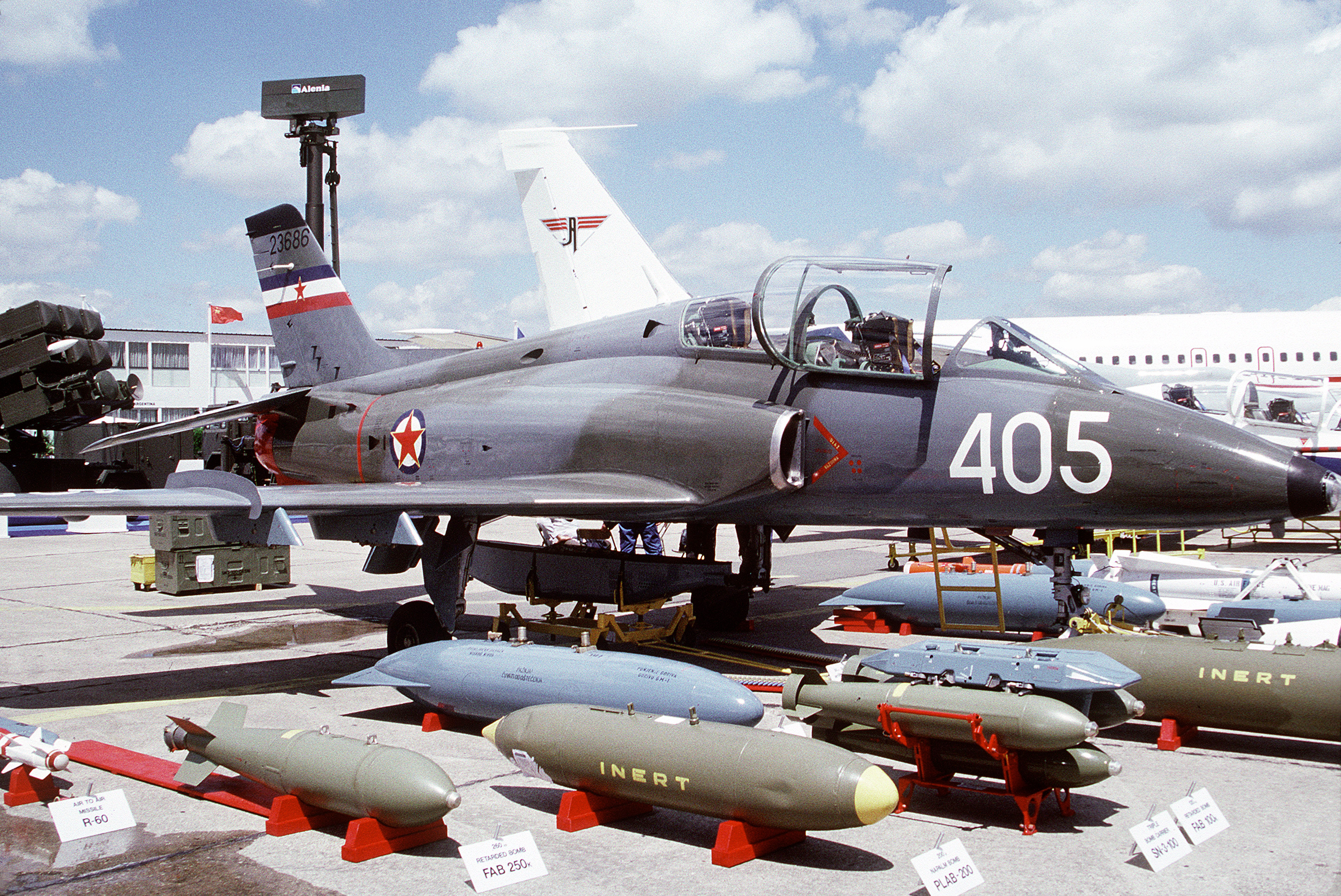
Soko G-4 Super Galeb yugoslavo en una exhibición aérea en durante 1991 en París
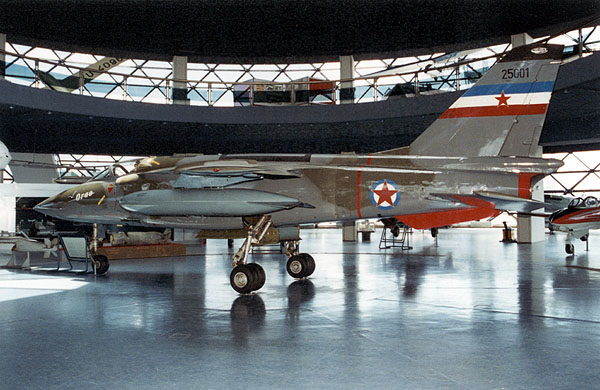
J-22 Orao yugaslavo exhibido en el Museum de Aviación de Belgrado
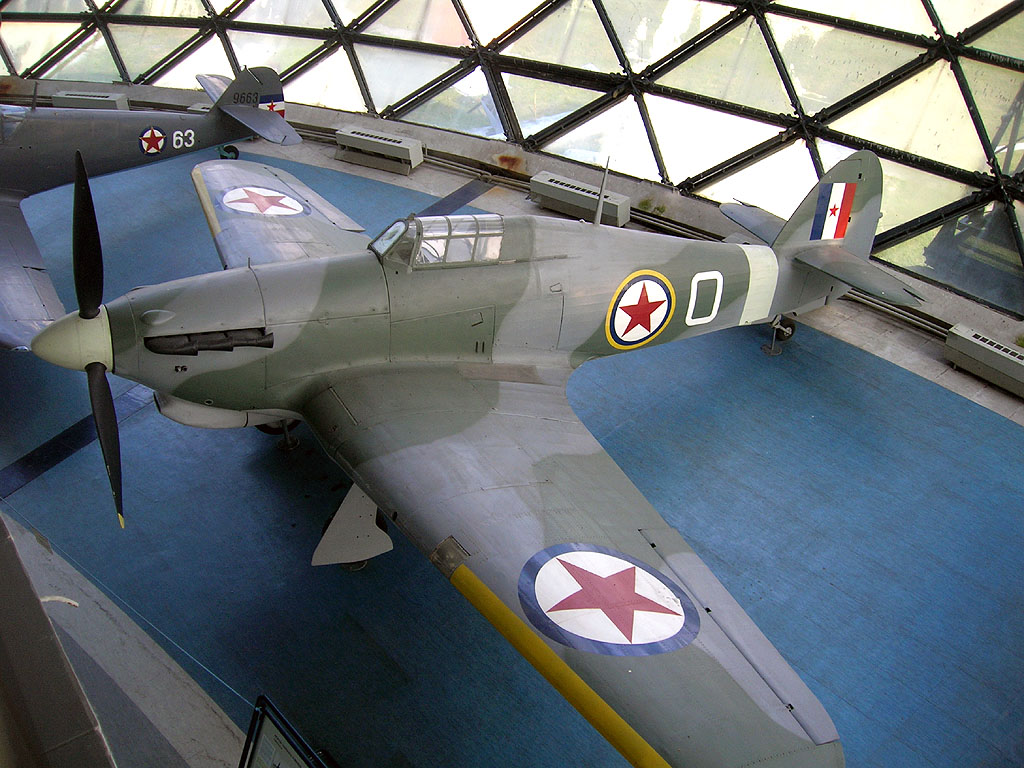
Hawker Hurricane Mk IVRP con las enseñas de la Fuerza Aérea Ygoslava
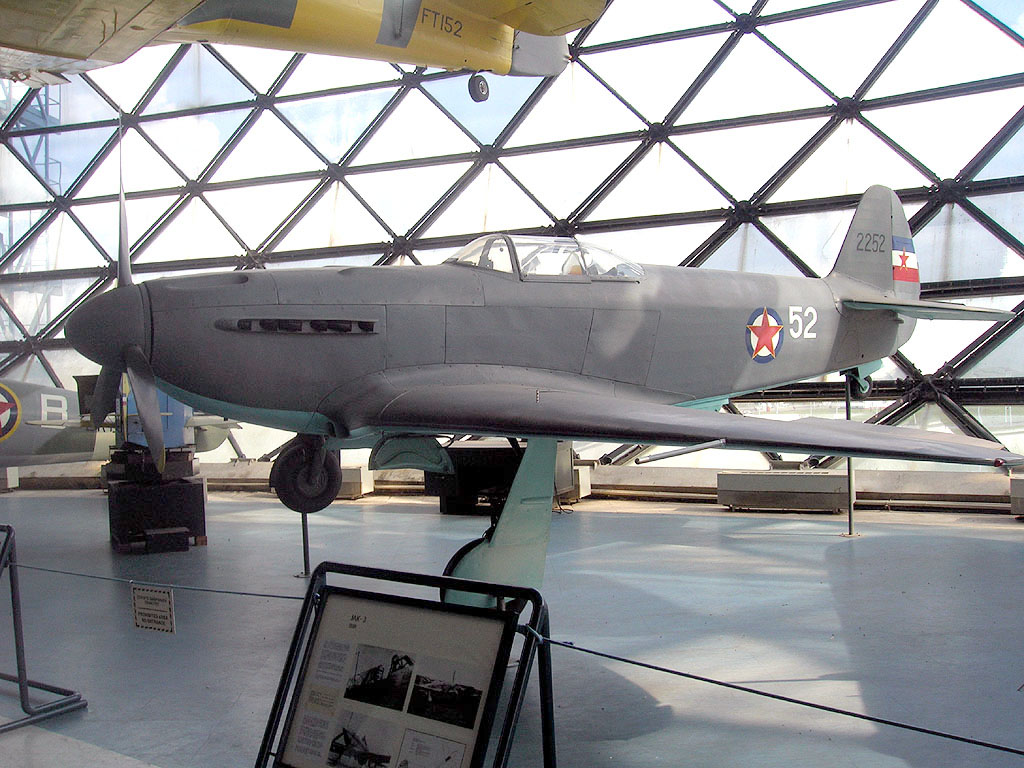
Yak-3
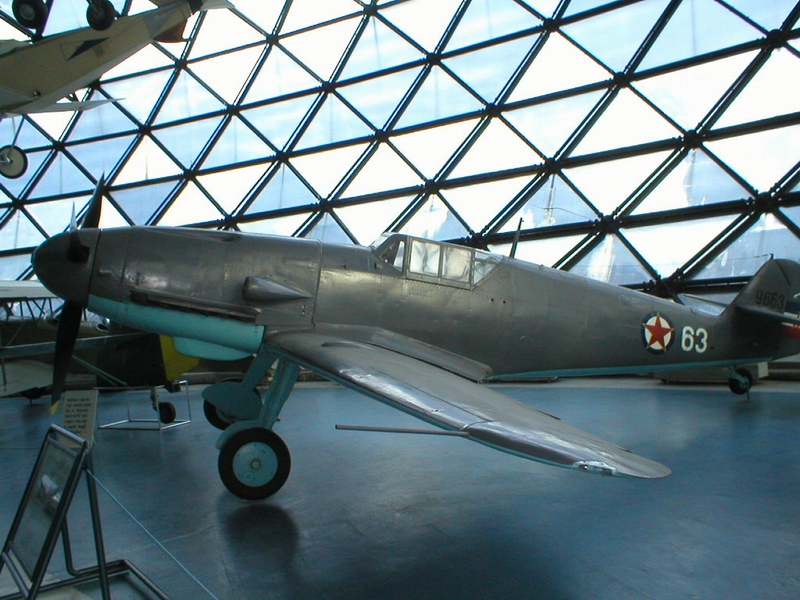
Messerschmitt Bf 109 con las enseñas de la Fuerza Aérea Yugoslava capturado y usado por partisanos yugoslavos durante WWII.
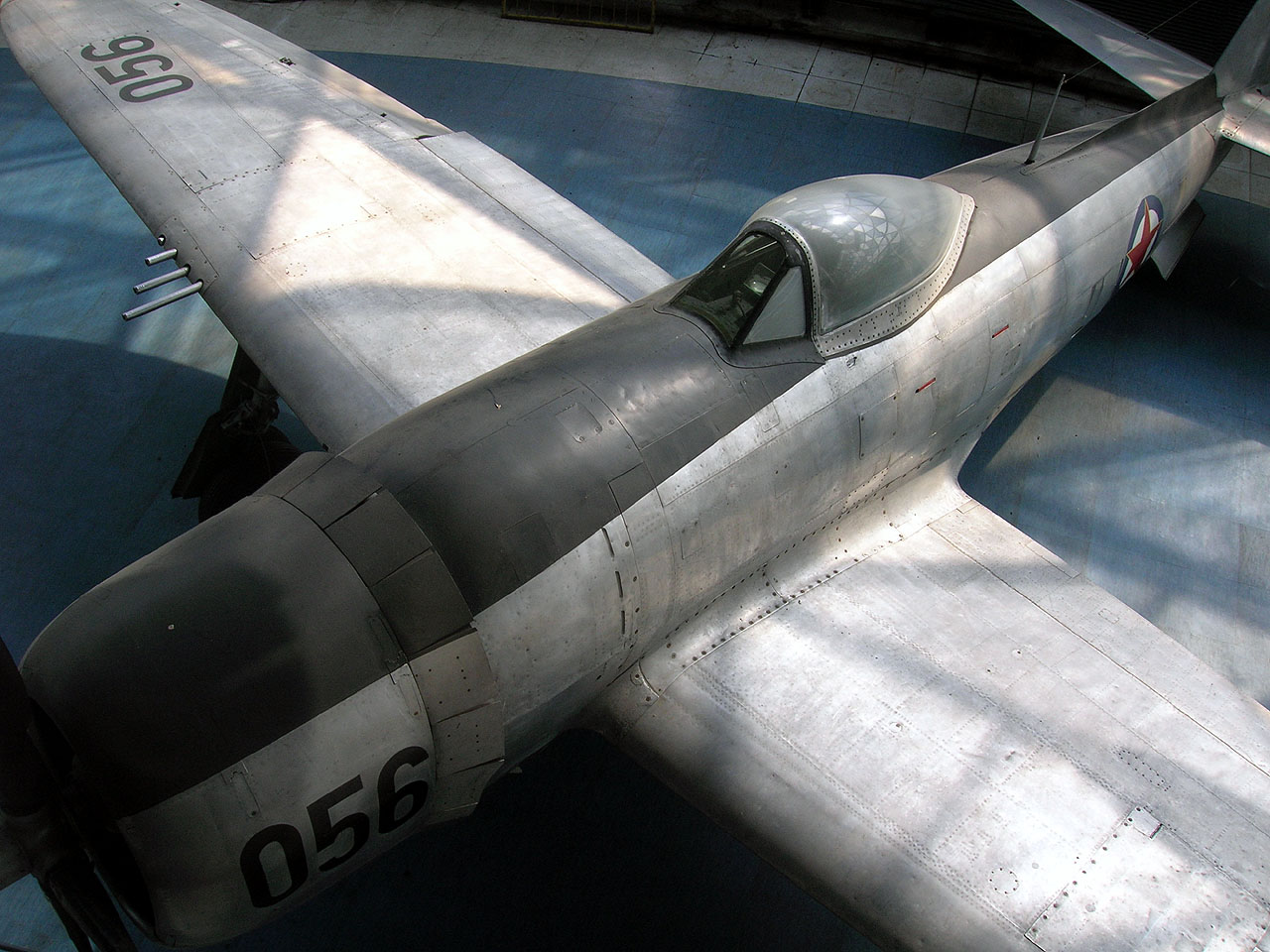
Republic P-47D Thunderbolt con las enseñas de La Fuerza Aérea Yugoslava.
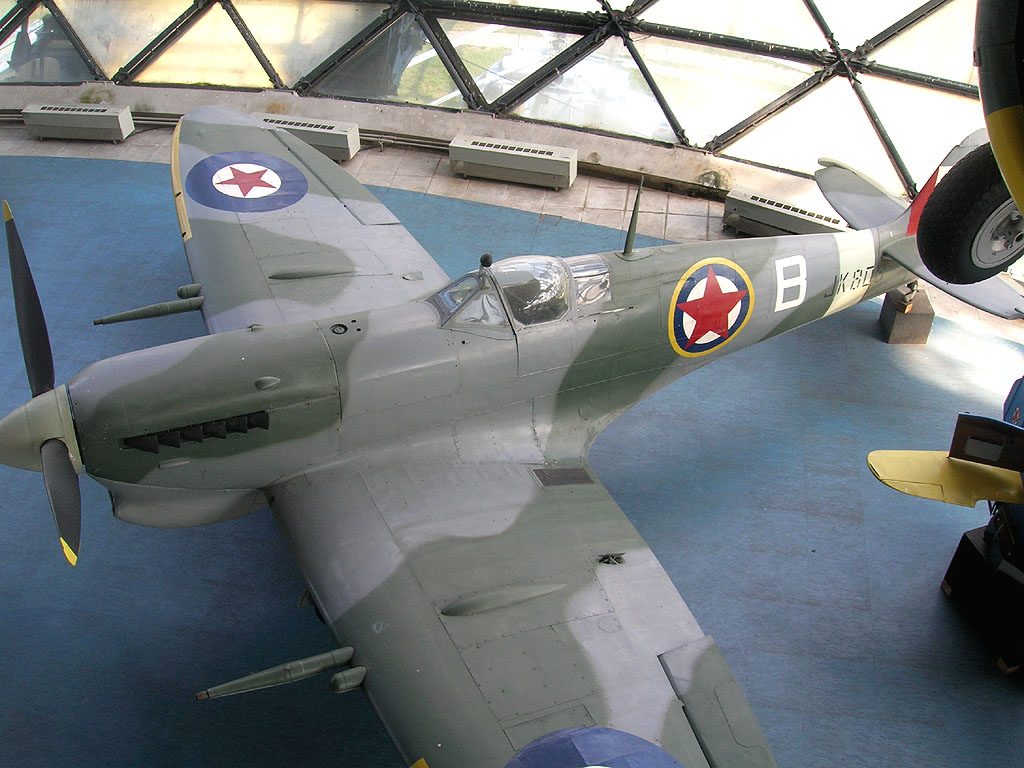
Supermarine Spitfire LF Mk VC usado por el escuadrón RAF yugaslavo.
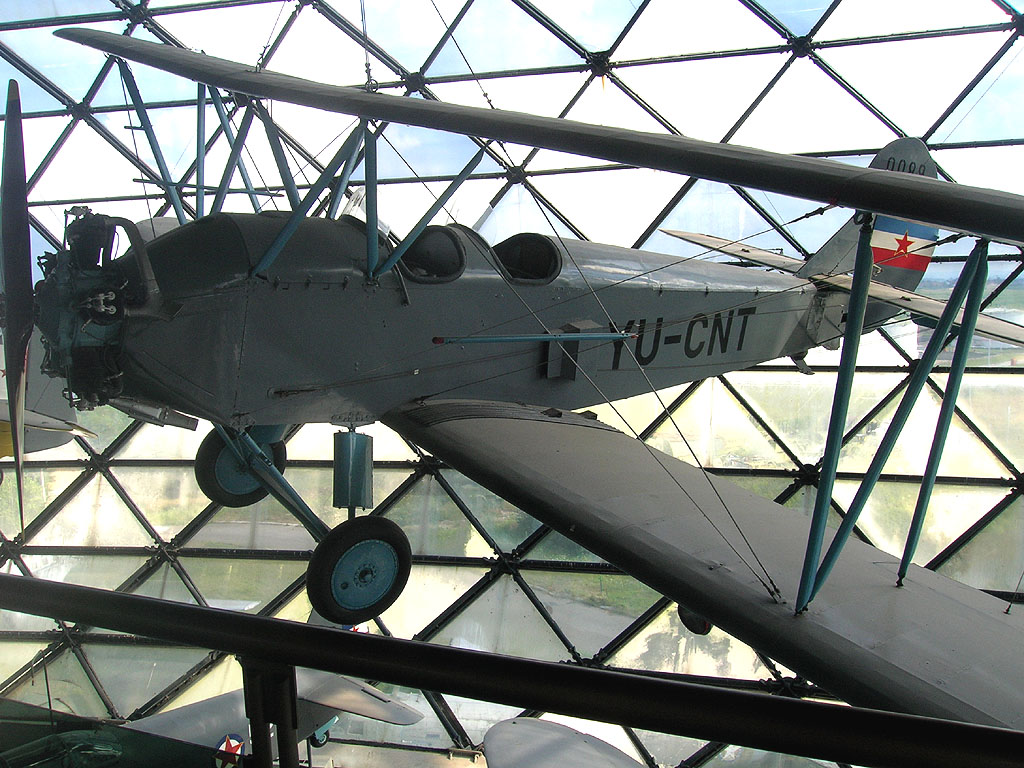
Polikarpov Po-2
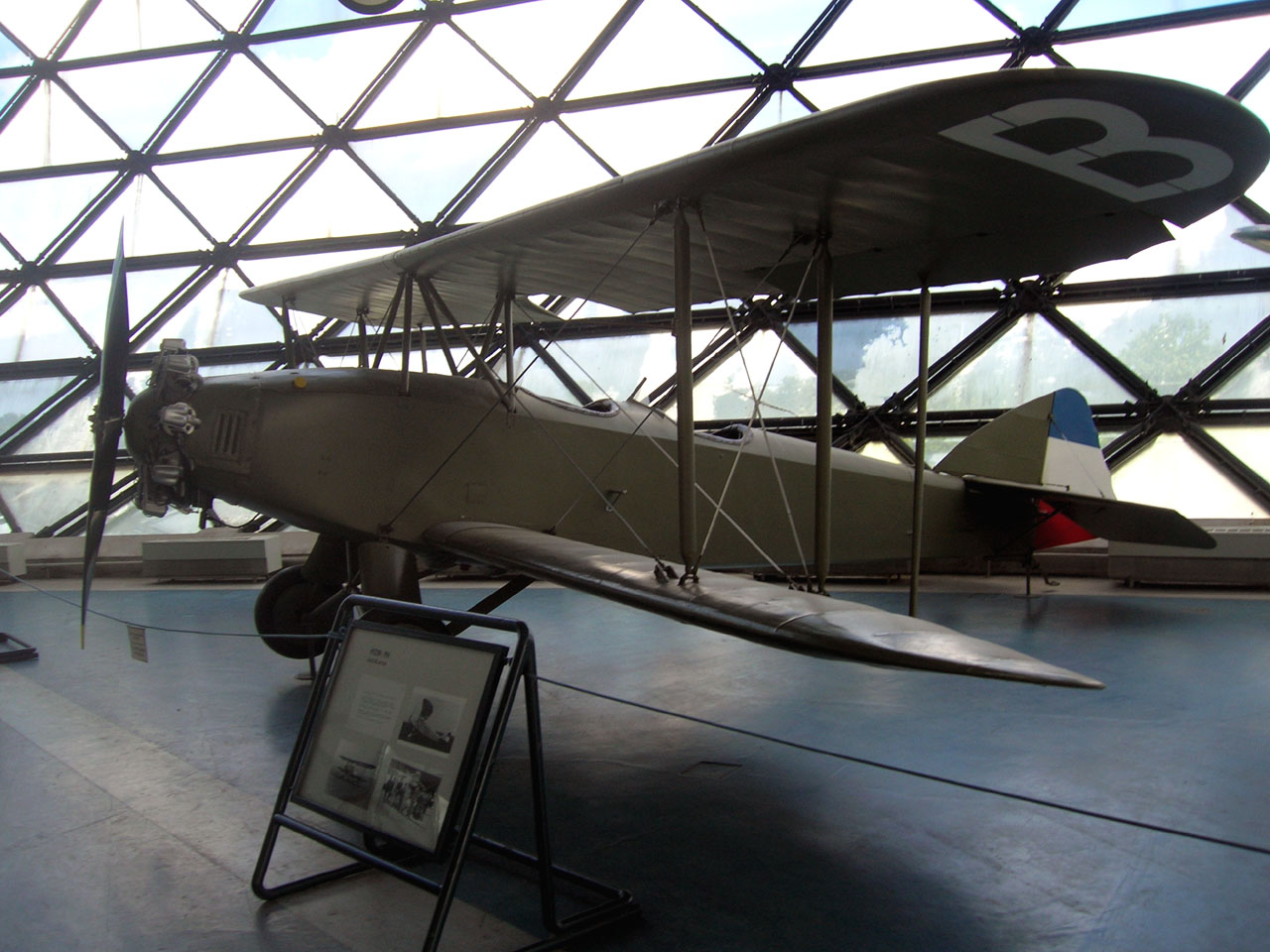
Fizir FN
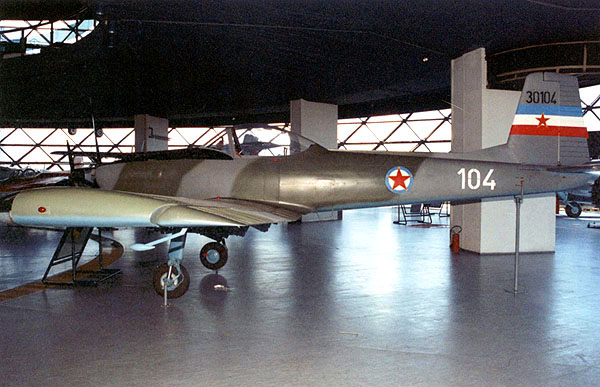
Soko J-20 Kraguj
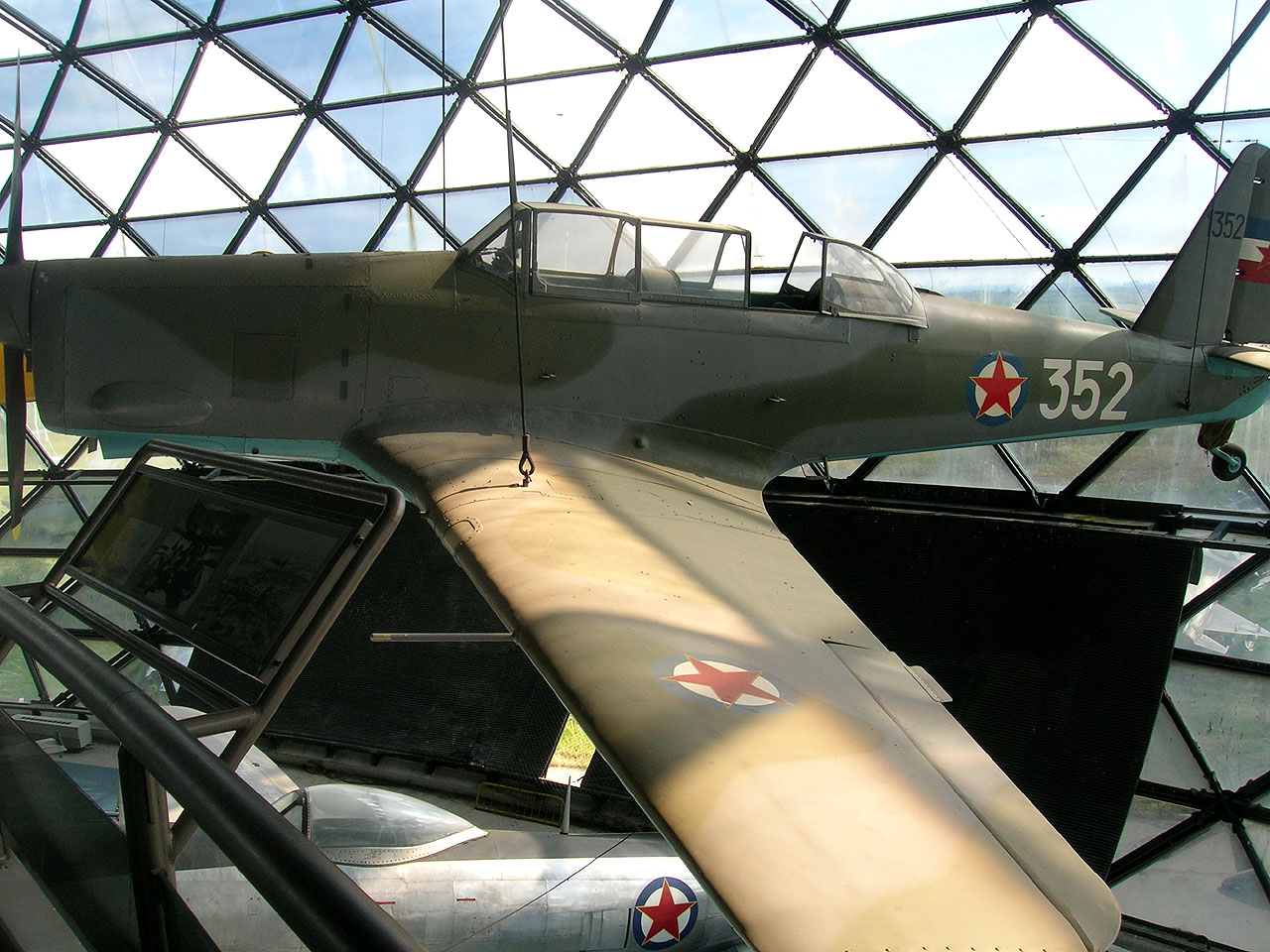
Utva 213

## Comandantes
- Franc Pist (1944–1946)
- Zdenko Ulepič (1946–1965)
- Viktor Bubanj (1965–1970)
- Milan Simović (1970–1972)
- Enver Ćemalović (1972–1979)
- Stevan Roglić (1979–1981)
- Slobodan Alagić (1981–1985)
- Anton Tus (1985–1991)
- Zvonko Jurjević (1991–1992)
- Božidar Stefanović (1992)

## Fuerzas aéreas de la ex Yugoslavia

### Actuales
- Fuerza Aérea Serbia
- Fuerza Aérea Croata
- Fuerza Aérea de Macedonia
- Fuerza Aérea de Eslovenia

### Históricas
- Fuerza Aérea de Serbia y Montenegro
- Fuerza Aérea de la República Srpska